# Chandra Sturrup
Chandra Sturrup (12 de setembre de 1971 a Nassau, Bahames) atleta bahamenya especialista en carreres de velocitat i guanyadora de dues medalles olímpiques amb l'equip del seu país en els relleus 4x100 metres (or en Sydney 2000 i plata en Atlanta 1996).
L'any 2005 va ser la líder del rànquing mundial dels 100 m amb una marca de 10.84 realitzada a Lausanne, que és a més la seva millor marca personal.

## Resultats

### Jocs Olímpics
Atlanta 1996
- 4ª en els 100 m (11.00)
- 6ª en els 200 m (22.54)
- 2ª en els relleus 4 x 100 m (42.14)

Sydney 2000
- 6ª en els 100 m (11.21)
- 1ª en els relleus 4 x 100 m (41.95)

### Campionats del món
Sevilla 1999
- 7ª en els 100 m (11.06)
- 1ª en els relleus 4 x 100 m (41.92)

Edmonton 2001
- 4ª en els 100 m (11.02)

París 2003
- 3ª en els 100 m (11.02)

Hèlsinki 2005
- 4ª en els 100 m (11.09)

### Jocs de la Commonwealth
Kuala Lumpur 1998
- 1ª en els 100 m (11.06)

Manchester 2002
- 1ª en els relleus 4 x 100 m (42.44)

### Jocs Panamericans
Winnipeg 1999
- 1ª en els 100 m (11.10)

## Millors Marques
- 100 metres - 10.84 s (Lausanne, 2005)
- 200 metres - 22.33 s (Nassau, 1996)
- Salts de longitud - 6.70 (Raleigh, 2000)